# ハナ 〜奇跡の46日間〜
『ハナ ～奇跡の46日間～』（ハナ きせきのよんじゅうろくにちかん、原題：코리아、英題：As One）は、2012年公開の韓国映画。日本では2013年に公開された。
千葉市で開催された1991年の第41回世界卓球選手権で、史上初めて結成された朝鮮半島南北統一チーム『コリア』の女子団体戦の実話を基にしている。

## あらすじ
韓国の卓球選手ヒョン・ジョンファと北朝鮮のリ・プニはライバル。1990年アジア競技大会の準決勝ではジョンファが勝利したが、決勝で中国選手に敗れて銀メダルに終わる。
その後、韓国チームは1991年の世界選手権を目指していたが、大会開催前に突然南北統一チームの結成が決まり、選手たちは困惑する。世界選手権開催地の日本の千葉で両国の選手たちは合同生活を行うことになったが、ことあるごとに対立してしまう。

## キャスト
ヒョン・ジョンファ
演：ハ・ジウォン
韓国の女子卓球選手。韓国卓球チームのエース的存在である。実家で母と妹と暮らしているほか、病気で入院中の父がおり、父のために世界選手権で金メダルを取りたいと思っている。
リ・プニ
演：ペ・ドゥナ
北朝鮮の女子卓球選手。北朝鮮卓球チームのエース的存在である。ジョンファより1歳年上。
チェ・ヨンジョン
演：チェ・ユニョン
韓国の女子卓球選手。ダブルスではジョンファとペアを組んでいる。南北統一チームで出会ったチェ・ギョンソプが気になっている。
ユ・スンボク
演：ハン・イェリ
北朝鮮の女子卓球選手。ダブルスではプニとペアを組んでいる。1991年世界選手権で国際大会に初出場。
チェ・ギョンソプ
演：イ・ジョンソク
北朝鮮の男子卓球選手。真面目で恋には奥手。
イ・ウンイル
演：パク・チョルミン
韓国チームの監督。南北統一チームではコーチを務める。
チョ・ナンプン
演：キム・ウンス
北朝鮮チームの監督。南北統一チームでも監督を務める。

## スタッフ
- 監督：ムン・ヒョンソン
- 脚本：ユ・ヨンア、コン・ソンフィ
- 企画：イ・スナム
- 製作：イ・スナム、キム・ジフン、イ・ハンスン、ピュン・ジョンウン
- プロデューサー：キム・ジヘ
- 撮影：イ・ドゥマン
- 音楽：キム・テソン

## 受賞・ノミネート
- 2012 青龍映画賞[3]
  - 新人女優賞（ノミネート） - ハン・イェリ
- 百想芸術大賞[4]
  - 新人演技賞 - ハン・イェリ
  - 新人監督賞（ノミネート） - ムン・ヒョンソン
  - 主演女優賞（ノミネート） - ハ・ジウォン